# Inami (serie animata)
Inami è una produzione del 2007, creata da Françoise Charpiat da un'idea di Alain Royer. È stata trasmessa per la prima volta il 27 agosto 2008 in Francia, mentre in Italia è stata trasmessa dall'11 gennaio 2010 su Rai 2, e dal 10 luglio 2013 nelle ore notturne su Rai YoYo.
Gli episodi sono 26 e durano tutti circa 22 minuti.

## Trama
È la storia di Inami, un ragazzino di 11 anni, che vive in un recondito angolo della foresta amazzonica insieme alla sua famiglia, al suo amico Shimiwe e al suo animale totem, l'armadillo Tatoune. Essi partecipano attivamente alla vita della loro tribu, i Bellacaibos, affrontando sempre nuove avventure nel lungo cammino per diventare adulti.
La sua tribù si scontra spesso con la tribù dei Patamis per il possesso del totem del Grande Armadillo, l'armadillo sacro ad entrambe le tribù, custodito da Carras, sciamano dei Bellacaibos, perché il suo sciamano Morikas, rivale di Carras, vuole cacciare quest'ultimo e diventare l'unico sciamano di entrambe le tribù.
Ovviamente Morikas non riuscirà ad attuare i suoi piani, che verranno puntualmente sventati da Inami, Shimiwe e Tatoune, nonché dalla dolce Hyaema, una ragazza Patamis coetanea di Inami, di cui si è innamorata e che condivide con lui e con Shimiwe il desiderio di riunire in pace le due tribù.
Tatoune ha sempre un ruolo importante nella storia, in quanto aiuta sempre Inami ad tirarsi fuori dai guai in cui si caccia spesso, essendo profondamente legato al ragazzo fin dal loro primo incontro ed eseguendo puntualmente tutti i suoi ordini.

## Personaggi principali
Inami
È un ragazzo di 11 anni della tribù amazzonica dei Bellacaibos, figlio del capo tribù. È un bel ragazzo, coraggioso e sensibile, sempre pronto a lottare per i suoi amici e per la sua tribù. Alla sua nascita ricevette dal Grande Armadillo una missione, che scoprirà, alla fine della serie, essere quella di riunire le tribù di Bellacaibos e dei Patamis. Vuole bene alla sua amica Hyaema, una dolcissima ragazza Patamis, che ricambia il suo affetto e condivide con lui la disapprovazione per la rivalità tra le loro tribù. I due giovani si incontrano di nascosto dalle loro famiglie, che piano piano accetteranno e approveranno il loro forte legame. Il suo animale amico, o animale totem, è Tatoune, un simpatico armadillo che accompagna sempre Inami nelle sue avventure, aiutandolo in ogni occasione.
Shimiwe
È il migliore amico di Inami, ed è il giovane apprendista dello sciamano Carras, predestinato a diventare egli stesso un grande sciamano. Da Carras impara a conoscere i rimedi officinali per curare la sua tribù e lenire i dolori, i segreti della mente per comunicare con il mondo dello spirito e l'armonia degli elementi della natura da cui trarre energie e ispirazione. Egli segue sempre Inami nelle sue avventure, ed è l'unico amico a condividere il segreto di Inami e Hyaema. Shimiwe non sa nuotare e ha paura dell'acqua, nella quale sua madre morì annegata. Ad un certo punto della serie conoscerà Shaima, una bella amica di Hyaema, della quale si innamorerà ricambiato. Il suo animale totem è una civetta di nome Chuma.
Hyaema
È una giovane e dolcissima Patamis, dal carattere forte e deciso. È diventata amica di Inami, di cui si è innamorata. Si incontrarono per caso quando Inami, intento a superare una delle prove che precedono la sua iniziazione all'età adulta, la salvò dall'attacco di un coccodrillo. Tra di loro nacque immediatamente una grande simpatia e una profonda intesa. Come Inami, odia la rivalità tra la sua tribù e quella dei Bellacaibos, e insieme a lui cerca il modo di riunire le due tribù. Si incontrano in segreto per giocare insieme. Spesso segue Inami nelle sue avventure.
Carras
È lo sciamano della tribù dei Bellacaibos, ed è il maestro di Shimiwe. È molto saggio ed ispirato, ed è amico di Xiomaro, che è il papà di Inami e il capo della tribù. Protegge sempre Inami e i suoi amici nelle loro avventure, chiamando spesso in aiuto gli Hekurá, le divinità locali. Ha una rivalità eterna con Morikas. Il suo animale totem è un giaguaro nero chiamato Okewata.
Morikas
È lo sciamano della tribù Patamis, sempre in antagonismo con Carras, a cui tenta di sottrarre il Grande Armadillo, l'armadillo sacro da lui custodito, fallendo sempre grazie a Inami e ai suoi amici. Ha una rivalità eterna con Carras. Per la riuscita dei suoi piani cerca spesso l'aiuto di Pintos, papà di Shimiwe, lusingandolo con la promessa di farlo diventare capo della sua tribù. Il suo animale totem è un'iguana di nome Karpos.
Aminata
È la simpatica sorellina di Inami. Vuole molto bene a suo fratello e cerca sempre di seguirlo, anche se è troppo piccola per andare ovunque. Intuisce la relazione tra suo fratello e Hyaema quando la ragazza viene morsa da un serpente, e poi ne diviene amica. Aminata ha paura dei delfini rosa che nuotano nel Rio delle Amazzoni, ma è coraggiosa, e quando dovrà curare la ferita del delfino Delphi, ne diverrà amica. Aminata ama tutti gli animali e adotta una scimmia capricciosa chiamata Waki, insieme alla sua famiglia di scimmiette. Lei vorrebbe che Waki fosse il suo animale totem, ma è ancora troppo piccola per averne uno.
Xiomaro
È il papà di Inami ed il capo della tribù dei Bellacaibos. È un capo molto apprezzato perché saggio, ed è un guerriero di valore, oltre ad essere un grande inventore (il mulino ad acqua, la carriola). Purtroppo il papà di Shimiwe tenta ogni tanto di prendere il suo posto come capo della tribù, complottando addirittura con Morikas contro di lui.
Pintos
È il papà di Shimiwe. Egli vorrebbe che suo figlio diventasse un grande guerriero come lui, e non accetta di buon grado che invece suo figlio sia destinato ad essere uno sciamano. Per questo, talvolta non gli mostra fiducia, per poi umilmente riconoscerne le grandi capacità e qualità. In fondo è una buona persona, ma purtroppo è roso dall'ambizione di prendere il posto di Xiomaro alla guida della tribù, anche tramando con Morikas contro Carras. Pintos è diventato molto duro per il dolore di aver perso sua moglie nelle acque del Rio delle Amazzoni, ma tornerà in sé quando, alla fine della serie, scoprirà di poter di nuovo voler bene a Horonami, la madre di Hyaema. Il suo animale totem è un coccodrillo di nome Krakas.
Minoska
È la mamma di Inami e Aminata, moglie di Xiomaro. Nella serie compare quasi sempre al fianco del marito. Svolge le attività femminili del villaggio. È una mamma molto affettuosa, comprensiva e piena di iniziativa.
Horonami
È la mamma di Hyaema, e come lei non vuole la rivalità tra Patamis e Bellacaibos, anzi sarà una delle fautrici del riavvicinamento tra le tribù. Prima intuisce l'esistenza del legame tra Inami e Hyaema, poi lo agevola, mantenendone il segreto con le altre donne della tribù e in particolare con lo sciamano Morikas. Alla fine della serie si avvicina sentimentalmente a Pintos, padre di Shimiwe, dopo l'unione delle due tribù, per aver condiviso con lui il dolore della perdita del figlio (che credeva morto).

## Personaggi secondari
Shaima
Una giovane Patamis, amica di Hyaema. Dopo l'iniziale incredulità per l'amicizia dell'amica con due membri della tribù nemica, ne diviene anch'essa amica e partecipa alle loro avventure. Rimane colpita da Shimiwe, che nell'ultima puntata contraccambierà il suo interesse.
Fuziue
È un Patamis, nipote di Morikas. Inizialmente è un rivale di Inami perché innamorato di Hyaema, ed inoltre è istigato alla rivalità dallo zio, dal momento che i due ragazzi appartengono a tribù nemiche, ma Inami lo salverà dalla caduta in un canyon e così i due diverranno amici. Il suo animale totem è un formichiere denominato Taminos.
Piriamos
È un Bellacaibos molto pigro che talvolta aiuta Pintos nelle sue malefatte, ma solo finché ci guadagna qualcosa, specialmente del cibo.
Atanarus
È il padrone di Tothis, gemello di Tatoune, un cacciatore della tribù Caxiri, che Inami salverà in modo rocambolesco da una famiglia di puma dopo un sogno premonitore, fatto contemporaneamente da Inami e Tatoune. Atanarus e Inami diverranno grandi amici.
Mijia e Tagoa
Sono due fratelli della tribù Maratis, un popolo del mare. Devono affrontare una difficile prova per diventare uomini, raccogliere entro i 12 anni altrettanti denti di squalo nel mare da questi infestato. Mijia è temerario, e nonostante abbia solo 10 anni ha raccolto quasi tutti i denti, mentre Tagoa, di quasi 12 anni, pur essendo coraggioso e forte, ha il terrore degli squali e non ha il coraggio di scendere sul fondo del mare per non affrontare i grossi e temibili pesci, per cui ha raccolto solo 3 denti. Inami e i suoi amici aiuteranno i due fratelli a ritrovare la reciproca stima e il loro affetto, e a superare la terribile prova, lasciandosi con la promessa di rivedersi presto e di scambiarsi le visite. Nascerà anche una tenera amicizia tra Mijia e Aminata.
Janthos
È lo sciamano più saggio, il depositario di tutti i poteri sacri.
Ruixen
È un cattivo sciamano cieco, che indurrà Shimiwe con un tranello a commettere un grave atto contro il Grande Armadillo: rubargli gli occhi di rubino per riacquistare la vista. Inami, Shimiwe e Hyaema, con la potente protezione di Hokewata, il giaguaro nero animale totem di Carras, riusciranno a sventare il malvagio piano dello sciamano. Questi perderà i suoi poteri magici in cambio della guarigione, per la quale Carras si impegnerà insieme ad un'assemblea di sciamani. Il suo animale totem è un pipistrello di nome Lillixen.

## Gli animali totem (o animali amici)
Tatoune
È una femmina di armadillo amica di Inami. Furono destinati dagli Hekurà, gli spiriti degli elementi della natura, ad incontrarsi ed a restare sempre insieme. Il loro incontro avvenne durante una tempesta, lungo la riva di un fiume, dove l'armadillo rischiò la sua vita per salvare Inami dall'annegamento condividendo con lui la stessa sorte, e vennero entrambi salvati dai delfini. Da allora non si sono più lasciati. È uno dei personaggi più divertenti dell'intera serie.
Chuma
È la civetta animale totem di Shimiwe. Gli Hekurà li hanno fatti incontrare dopo una lunga, estenuante e pericolosa prova nel tempio sacro, condivisa con Inami, perché il giovane si sentiva molto solo senza la sua mamma.
Tyna
È la figlia di Chuma, l'animale amico di Shimiwe. Si troverà in pericolo, e Shimiwe farà di tutto per difenderla, a costo di un grave rischio.

## Le tribù
Bellacaibos
È la tribù di Inami e Shimiwe, il suo capo è Xiomaro, il suo sciamano è Carras. Adorano il Grande Armadillo, che opera tramite gli Hekurà, gli spiriti della natura: aria, acqua, terra e fuoco. Il sacro totem del Grande Armadillo è custodito nella capanna di Carras. I membri hanno sovente degli animali totem, che vengono di volta in volta attribuiti loro secondo la volontà degli Hekurà. Il colore predominante per la pittura del corpo è il blu.
Patamis
È la tribù rivale dei Bellacaibos, in cui vive Hyaema. Il suo sciamano è Morikas. Credono anch'essi nel Grande Armadillo, del quale cercano, con molta inventiva, di impossessarsi. Anch'essi hanno animali totem. Il colore predominante per la pittura del loro corpo è il rosso.
Homens Chama
È una tribù dell'interno, che crede negli Hekurà del fuoco. Tengono un fuoco sempre acceso, però non sanno accenderlo. Sarà Inami, con i suoi amici, ad insegnare loro come accendere un fuoco. Il loro capo tribù è Cairas. Hanno il corpo disegnato con lingue di fuoco, che essi ritengono, spesso a ragione, essere in grado di ingannare e impaurire gli animali feroci. Danzando, infatti, simulano il movimento delle fiamme. Non sembrano avere animali totem.
Caxiri
È una tribù dell'interno, dove vive Atanarus, il padrone del gemello di Tatoune, di nome Tothis. I suoi membri e i loro animali amici hanno l'occhio sinistro cerchiato di violetto.
Maratis
È una tribù del mare che vive su un'isola. Adorano lo Squalo e a lui dedicano delle prove per diventare adulti. Qui Inami e gli altri incontreranno Mijia e Tagoa, due fratelli molto diversi di carattere, e li aiuteranno a superare una difficile prova ed a ritrovare l'armonia perduta per la loro rivalità.

## Gli episodi
| Episodio | Titolo originale                   | Titolo italiano                    |
| -------- | ---------------------------------- | ---------------------------------- |
| 1        | J'ai fait un rêve                  | Una prova difficile                |
| 2        | Le rideau sombre                   | La premonizione                    |
| 3        | Le dauphin rose                    | La leggenda dei delfini rosa       |
| 4        | La quête du sel                    | La ricerca del sale                |
| 5        | Le venin de la discorde            | Il veleno della discordia          |
| 6        | Le secret                          | Nemici amici                       |
| 7        | Les quatre éléments                | I quattro elementi                 |
| 8        | Le prix de la liberté              | La superbia di Inami               |
| 9        | Les hommes flammes                 | La tribù degli uomini-fiamma       |
| 10       | Le sanctuaire interdit             | L'animale di Shimiwe               |
| 11       | Le chaman noir                     | Lo sciamano nero                   |
| 12       | L'épreuve de l'écaille             | La prova del coccodrillo           |
| 13       | Grand Frère                        | Il nuovo capo-tribù                |
| 14       | Une tatoune de toutes les couleurs | Lo strano comportamento di Tatoune |
| 15       | La montagne qui chante             | Il risveglio del vulcano           |
| 16       | Un étrange village                 | Uno strano villaggio               |
| 17       | Le diamant noir                    | Il diamante della discordia        |
| 18       | Le puits des songes                | Il pozzo dei sogni                 |
| 19       | Le double lien                     | Il doppio legame                   |
| 20       | L'île des mystères                 | L'isola misteriosa                 |
| 21       | La famille tatou                   | Il gemello di Tatoune              |
| 22       | Les yeux du grand tatou            | Gli occhi del Grande Armadillo     |
| 23       | Une vie pour une vie               | Indietro nel tempo                 |
| 24       | Les douze dents du requin          | Prova di coraggio                  |
| 25       | Panthea's Proposal                 | La polvere magica                  |
| 26       | L'épreuve de la paix               | La prova della pace                |

## Doppiaggio italiano
| Personaggio | Doppiatore     |
| ----------- | -------------- |
| Inami       | Laura Cosenza  |
| Scimiwe     | Mirko Cannella |